# Saffire Pro 40
Zunanja zvočna kartica Saffire Pro 40 nudi sredstva za priklop mikrofonov, drugih zunanjih zvočih kartic in raznih efektov. V računalnik pošlje digitalne signale, ki se kasneje obdelajo v programski opremi za obdelovanje glasbe. Vsi audio signali, ki prihajajo iz vhodov na katere so povezani, lahko takoj prenesemo na računalnik, ali pa na ojačevalce, zvočnike, analogne ali digitalne mešalke, slušalke in na vse ostale studijske opreme. Na voljo je tudi MIDI-vhod, kjer lahko priklopimo razne MIDI-Controllerje. Da lahko opravljamo s strojno opremo, torej nastavljamo jakost signalov, monitorjev, frekvnenco vzorčenja in sinhronizacijo, je potrebno imeti nameščeno programsko opremo Saffire MixControl. Omogoča tudi mešanje, prenašanje informacij iz in v DAW-a (Digital Audio Workspace), kar omogoči popolno kontrolo nad signali, ki prihajajo iz zunanje zvočne kartice. Vsi vhodi na Saffire Pro 40 so usmerjeni direktno v DAW sistem za snemanje, lahko pa jih prenesemo tudi na monitorje, kjer jih lahko slišimo brez zamika. Saffire Pro 40 ponuja več kot le preprosto povezovanje med vhodi, izhodi in z računalnikom. Programska oprema omogoča tudi to, da lahko povežemo audio signale na poljubni izhod in ustvarimo poljubno mešanico, ki jo lahko posredujemo dalje.

## Sprednja Stran
1. 2 XLR/TRS Combo – Sprejme XLR, TS in TRS kabel.
2. 2 dodatno napajanje (+48V) – 1. gumb doda napajanje kanalom od 1-4, 2. gumb pa doda napajanje kanalom 5-8. Dodatno napajanje se uporabi takrat, če je v kanal priključen kondenzatorski mikrofon.
3. Jakost za kanal 1 in 2 – nastavitev moči signala za kanal 1 in 2.
4. Tip: instrument – če poteka snemanje instrumenta.
5. Pad Stikalo – dodatno ojačanje signala. Če Pad stikalo ni vklopljeno je raven signala +7dBu, če pa je vklopljeno, je +16dBp.
6. Jakost za kanale 3-8 – nastavitev moči signala za kanale od 3 do 8.
7. Meter Signalov – prikazane so jakosti vseh vhodov v zvočno kartico. Prikazani so z LED diodami (natančnost : -42dBFS, -18 dBFS, -6 dBFS, -3 dBFS, 0 dBFS).
8. Firewire Povezava – LED dioda gori takrat, ko je Saffire Pro 40 uspešno povezana z računalnikom.
9. Sinhronizacija – LED zagori takrat, ko je naprava posodobljena, ali uspešno povezana z drugo zunanjo napravo.
10. Jakost Monitorjev – nastavljanje glasnosti monitorjev in vseh ostalih naprav, ki predvajajo vse, kar pride v napravo.
11. Dim in Mute – Dim omogoča poslušanje preverjanje posnetkov v manjši jakosti, Mute pa popolnoma utiša predvajanje.
12. Slušalke – na voljo sta 2 izhoda za slušalke in nastavljanje jakosti za vsako slušalko posebej.
13. Napajanje – gumb in LED indikator za prižig naprave.
14. Nastavki za pritrditev na stojalo.

## Zadnja Stran
1. 6 XLR/TRS: vsak vtičnik lahko sprejme TS, TRS ali XLR kabel.
2. Izhodi (3-10) – sprejme 8 uravnoteženih (TRS) ali neuravnoteženih (TS) kablov.
3. Monitorji – dva TS ali TRS izhoda, ki oddajata vse signale, ki prihajajo v Saffire Pro 40.
4. ADAT – optični vhod in izhod, ki služi za povezavo med dvema zunanjima zvočnima karticama (npr. Saffire Pro 40 in Saffire OctoPre MkII).
5. 2  Vmesnik IEEE 1394 – 6 pinska Firewire priklopa, ki služita zato, da lahko Saffire Pro 40 povežemo z računalnikom preko firewire kabla. Preko njega poteka prenos informacij iz zunanje zvočne kartice v računalnik.
6. 2 Din5 MIDI vhod in izhod – omogoča priklop MIDI-Controlerjev.
7. 2 S/PDIF vhod in izhod – omogoča povezavo med dvema zunanjima zvočnima karticama.
8. 1 IEC Power – dovod elektrike (do 250V).

## Saffire MixControl
Saffire MixControl je programska oprema, ki je priložena strojni opremi. Omogoča fleksibilno mešanje in povezovanje audio signalov s fizičnimi audio predvajalniki. Določamo lahko frekvenco vzorčenja posnetkov, povezavo z zunanjimi napravami in porabo pomnilnika.
- Mixer:

	Programska oprema omogoča 16 različnih audio mešanic (16 mono ali 8 stereo) in vsakemu je dovoljeno imeti 18 kanalov, ki jih lahko pošljemo na poljubne izhode. Namen »mixerja« je predvsem za monitoring in ne vplivajo na to, kako so izhodi povezani z DAW ali na jakost posameznih kanalov, z njim samo nastavimo kaj in s kakšno jakostjo se bo določen kanal predvajal. 
- Kanali v Mixih

	Vsaka audio mešanica ima 18 kanalov in vsak kanal nudi enako število fukncij. Prikazuje jakost signala, ki ga je mogoče upravljati, določanje audio vira, gumb Mute, Solo, PFL (Pre-fade Listen – signal se avtomatsko poveže s Monitorjem 1 in 2) in Stereo ter pozicija predvajanje kanala (Levo, Sredina, Desno).
- Določanje Audio Izhoda:

	Za predvajanje audio signalov je potrebno v naprej določiti, katere kanale strojne opreme bomo predvajali. Na vsakem kanalu v MixControlu je potrebno izbrati poljuben kanal, drugače kanal ne bo predvajal ničesar. Vsi ti kanali so združeni in poslani v kanal, kjer lahko nastavimo, na katerih izhodih se bodo predvajali.